# Clase Spruance
El destructor de clase Spruance fue desarrollado por los Estados Unidos para reemplazar a los muchos destructores de la clase Allen M. Sumner y clase Gearing construidos en la Segunda Guerra Mundial, y fue el principal destructor construido para la Marina de los Estados Unidos durante las décadas de 1970 y 1980. Fue nombrado en honor al almirante de la Marina de los Estados Unidos Raymond A. Spruance, quien dirigió con éxito importantes batallas navales en el Teatro Asia-Pacífico durante la Segunda Guerra Mundial, como la Batalla de Midway y la Batalla del Mar de Filipinas.

## Descripción

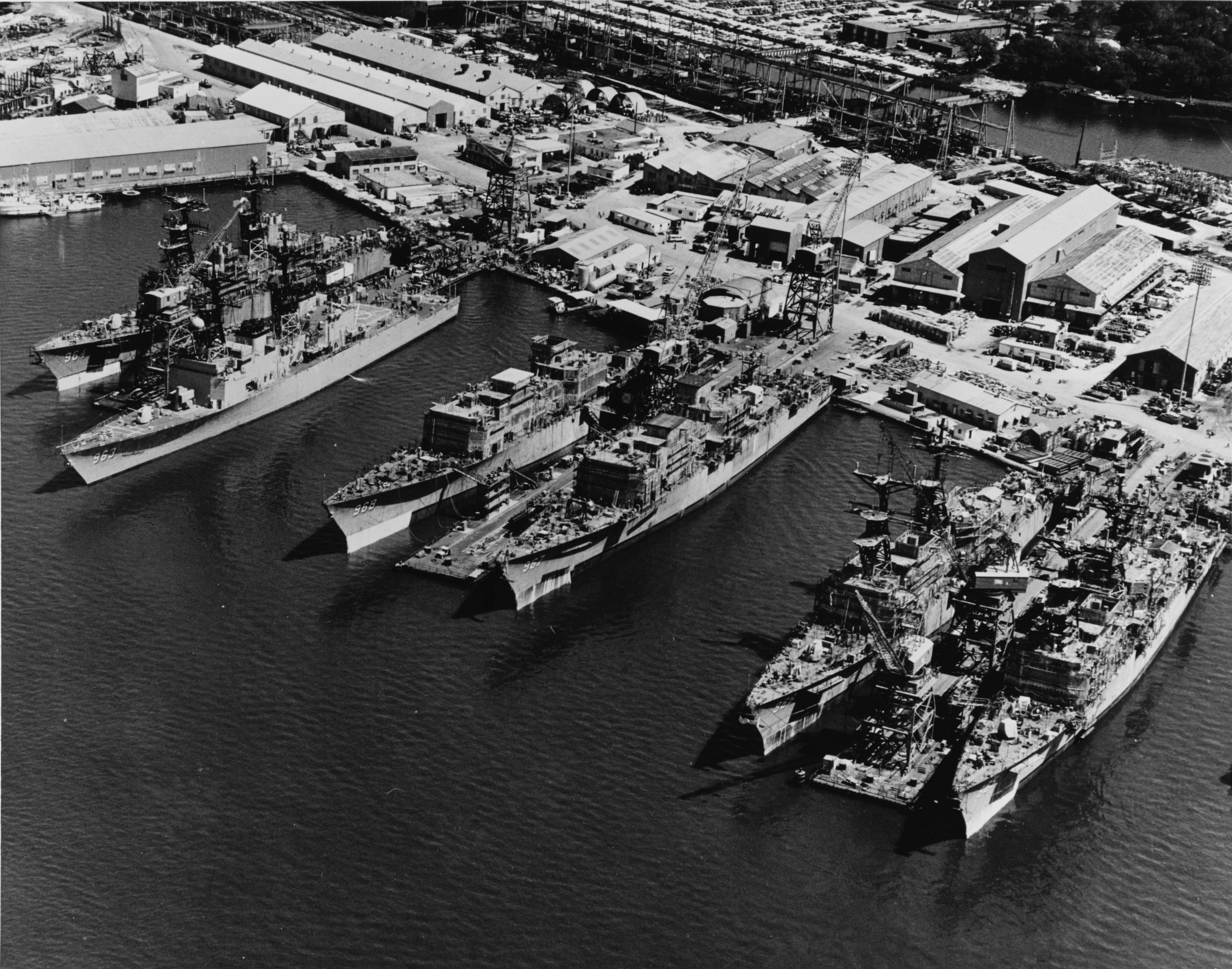
Seis destructores de la clase Spruance en 1975.

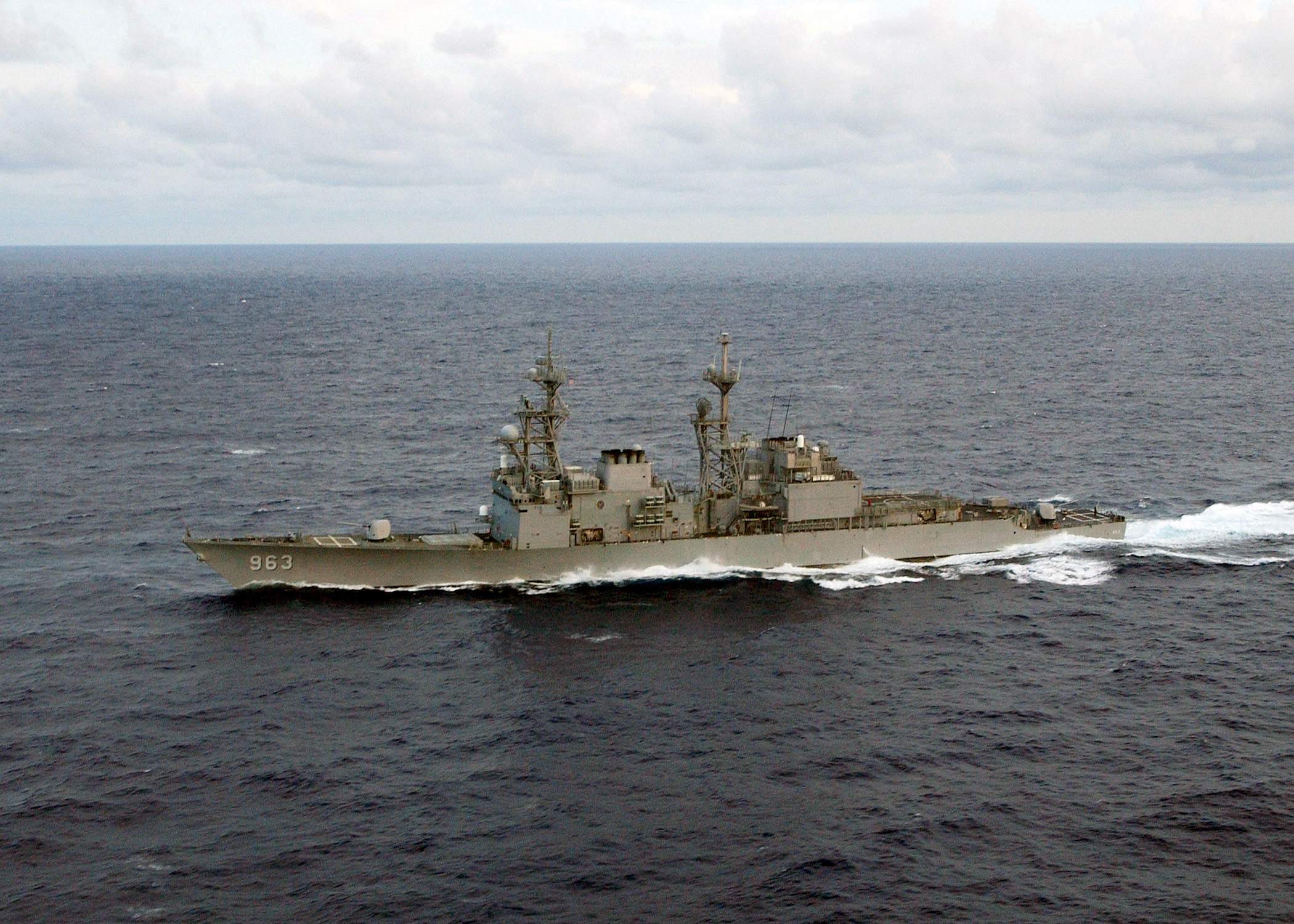
Spruance (DD-963) navegando en el año 2004.

Introducida en 1975, la clase fue diseñada con propulsión de turbina de gas, una plataforma de vuelo y un hangar para hasta dos helicópteros de carga media, armas totalmente digitales y cañones automáticos de 127 mm (5 pulgadas). 
La clase Spruance se diseñó originalmente para escoltar a un grupo de portaaviones, principalmente para la guerra antisubmarina (ASW), con misiles de guerra antiaérea (AAW) de defensa puntual y capacidades antibuque limitadas. 
Dos docenas de miembros de la clase fueron mejorados con misiles de crucero Tomahawk para ataques terrestres.
La Marina estadounidense retiró los buques de la clase un poco antes de lo planeado, desmantelando el último barco en 2005. En concreto el USS Cushing (DD-985) fue el último destructor de la clase Spruance en servicio activo ya que fue dado de baja el 21 de septiembre de 2005.
Para ahorrar 28 millones de dólares al año, la Marina aceleró el desmantelamiento de la clase Spruance, aunque podrían haber servido hasta 2019 si se hubieran mantenido y actualizado. A pesar de las recientes modificaciones a las clases Spruance y Kidd, todavía se consideraban costosas y requerían mucha mano de obra para operar, mientras que la siguiente clase Arleigh Burke era más capaz y versátil debido a su sistema de combate Aegis y, al mismo tiempo, era más rentable. La mayoría de los buques de la clase Spruance fueron desguazados o destruidos como blancos navales.
Su forma de casco y planta de propulsión fueron adoptadas como la base de los cruceros de clase Ticonderoga construidos en la década de 1980. La clase fue sucedida como el principal destructor estadounidense por los destructores de la clase Arleigh Burke.

## Unidades de la clase
- (DD-963) Spruance
- (DD-964) Paul F. Foster
- (DD-965) Kinkaid
- (DD-966) Hewitt
- (DD-967) Elliot
- (DD-968) Arthur W. Radford
- (DD-969) Peterson
- (DD-970) Caron
- (DD-971) David R. Ray
- (DD-972) Oldendorf
- (DD-973) John Young
- (DD-974) Comte de Grasse
- (DD-975) O'Brien
- (DD-976) Merrill
- (DD-977) Briscoe
- (DD-978) Stump
- (DD-979) Conolly
- (DD-980) Moosbrugger
- (DD-981) John Hancock
- (DD-982) Nicholson
- (DD-983) John Rodgers
- (DD-984) Leftwich
- (DD-985) Cushing
- (DD-986) Harry W. Hill
- (DD-987) O'Bannon
- (DD-988) Thorn
- (DD-989) Deyo
- (DD-990) Ingersoll
- (DD-991) Fife
- (DD-992) Fletcher
- (DD-997) Hayler
- DD-998 cancelado sin nombre unidad ordenada para Armada Imperial de Irán

### Exportación (Clase Kidd)
- Clase Kidd
  - DD-993 reclasificado (DDG-993) Kidd
  - DD-994 reclasificado (DDG-994) Callaghan
  - DD-995 reclasificado (DDG-995) Scott
  - DD-996 reclasificado (DDG-996) Chandler